# Kaltag
Kaltag ist ein Ort mit dem Status einer City in der Yukon-Koyukuk Census Area in Alaska. Das U.S. Census Bureau hatte bei der Volkszählung 2020 eine Einwohnerzahl von 158 ermittelt. Indianer-Anteil von knapp über 84 %.

## Geographie
Kaltag liegt am rechten Ufer des Yukon am Fuße der Nulato Hills, 120 km westlich von Galena. Jenseits des Yukon beginnt das Innoko National Wildlife Refuge.
Der Ort bildet das östliche Ende der Kaltag Portage, einer Passage durch das Tal des Unalakleet River im Küstengebirge nach Unalakleet am Norton Sound, die 1925 für die durch eine Diphtherieepidemie veranlasste Hundeschlittenstaffel nach Nome genutzt wurde und heute Teil des Iditarod-Hundeschlittenrennens ist.

## Geschichte
Kaltag diente den Koyukon, einer Gruppe der Athabasken, als Begräbnisstätte. Die Region wurde für Sommerlagerplätze genutzt.
Benannt wurde der Ort von russischen Forschungsreisenden nach einem Koyukon-Indianer namens Kaltaga.
Nach dem Kauf Alaskas von Russland errichtete das US-Militär eine Telegrafenlinie entlang des nördlichen Yukonufers. Ein Handelsposten entstand um 1880, kurz bevor der Goldrausch von 1884 bis 1885 ausbrach.
Eine Masernepidemie kostete 1900 einem Drittel der Bewohner der Region das Leben. Die Ortschaft Kaltag entstand nach dem Ende der Epidemie, als sich die Überlebenden aus drei benachbarten Orten dort ansiedelten.
Von den 1920er Jahren bis in die 1940er Jahre diente Kaltag als Versorgungsstation für die Transportschiffe der Bleiminen im flussaufwärts gelegenen Galena. In den 1960er Jahren entstanden ein Flugplatz und eine Krankenstation.
Kaltag wechselt sich mit Nulato bei der Veranstaltung des jährlichen Stick Dance Festivals ab, bei dem sich Menschen aus der Region versammeln, um mit Tänzen den Verstorbenen zu gedenken.